# Международный транспортный коридор

Карта сети транспортных коридоров в Восточной Европе

Международный транспортный коридор «Север — Юг»
—— предлагаемый маршрут коридора
—— стандартный маршрут

Междунаро́дный тра́нспортный коридо́р (тра́нспортный коридо́р, МТК) — высокотехнологическая транспортная система, концентрирующая на генеральных направлениях наземный транспорт общего пользования (железнодорожный, автомобильный, речной) и телекоммуникации.
МТК наиболее эффективно функционирует в условиях преференциального режима, включая единое таможенное или экономическое пространство.
Концентрация материальных, финансовых и информационных потоков в сочетании с высоким качеством экспедиторского обслуживания обеспечивают ускорение оборачиваемости капитала и синхронизации прохождения товаров и платёжных и других документов.
Наиболее широкое развитие получили панъевропейские транспортные коридоры.
Европейский Союз в 2005 году принял новую транспортную политику, в которой важная роль отводится морским автомагистралям.
Сеть транспортных коридоров Северо-Восточной Азии в комплексе с Транссибирской магистралью и транспортным коридором «ТРАСЕКА» является альтернативой Южному и Северному морским евроазиатским торговым путям.

## Названия
Каждому из транспортных коридоров и международных морских торговых путей присвоено собственное обозначение:
- «Север — Юг» (страны Восточной, Центральной Европы и Скандинавии — европейская часть Российской Федерации — Азербайджан — Иран — Индия, Пакистан и другие) — NS;
  - «Транссиб» (Центральная Европа — Москва — Екатеринбург — Красноярск — Хабаровск — Владивосток/Находка и система его ответвлений (на Санкт-Петербург, Киев, Новороссийск, Казахстан, Монголию, Китай и Корею); на территории России и сопредельных стран сопрягается с общеевропейскими коридорами № № 2, 3 и 9) — TS;
- «Транскаспийский транспортный маршрут» (пролегает через Китай, Казахстан, акваторию Каспийского моря, Азербайджан, Грузию и далее в Турцию и страны Европы) — TITR;
- Автомагистраль «Западная Европа — Западный Китай» и железная дорога «Центральный евразийский коридор» (пролегает из Китая, через Казахстан, а далее в Россию и Европу);
- «Северный морской путь» (Мурманск — Архангельск — Кандалакша — Дудинка) — SMP;
- «Приморье-1» (Харбин — Гродеково — Владивосток/Находка/Восточный — порты АТР) — PR1;
- «Приморье-2» (Хуньчунь — Краскино — Посьет/Зарубино — порты АТР) — PR2;
- Панъевропейский транспортный коридор № 1 (ответвление от основного направления коридора граница с Латвией (от Риги) — Калининград — граница с Польшей (на Гданьск)) — PE1;
- Панъевропейский транспортный коридор № 2 (граница с Белоруссией (от Минска) — Смоленск — Москва — Нижний Новгород с предполагаемым продолжением до Екатеринбурга) — РЕ2;
- Панъевропейский транспортный коридор № 9 (граница с Финляндией (от Хельсинки) — Санкт-Петербург — Москва — и ответвления коридора Санкт-Петербург — граница с Белоруссией (на Витебск) и граница с Литвой (от Вильнюса) — Калининград) — PE9.